# Boinița (okręg Caraș-Severin)
Boinița – wieś w Rumunii, w okręgu Caraș-Severin, w gminie Dalboșeț. W 2011 roku liczyła 17 mieszkańców. 